# Ewa Małecka-Panas
Ewa Izabela Małecka-Panas – polska lekarka, gastrolog, specjalista chorób wewnętrznych, prof. dr hab. nauk medycznych.

## Życiorys
W marcu 1988 obroniła pracę doktorską Odległa ocena skutków przebycia ostrego zapalenia trzustki w świetle badań czynnościowych i obrazowych tego narządu, 26 maja 1997 habilitowała się na podstawie pracy zatytułowanej Badania nad udziałem naskórkowego czynnika wzrostowego (EGF), transformującego czynnika wzrostowego i ich receptora w karcinogenezie jelita grubego. 12 czerwca 2002 nadano jej tytuł profesora w zakresie nauk medycznych. Została zatrudniona na stanowisku profesora nadzwyczajnego i kierownika w Katedrze Gastroenterologii i Nefrologii na Uniwersytecie Medycznym w Łodzi.
Objęła funkcję profesora zwyczajnego w Klinice Gastroenterologii Instytutu „Centrum Zdrowia Matki Polki”, oraz w Katedrze Gastroenterologii na Uniwersytecie Medycznym w Łodzi.

## Życie prywatne
Była córką Izabeli Płanety-Małeckiej, prof. dr hab. n. med.

## Publikacje
- 1996: Błona śluzowa żołądka i dwunastnicy w chorobie wrzodowej u dzieci w ocenie endoskopowej i histologicznej[1]
- 2006: Evaluation of sellected cytokines in cell culture supernatants from children with Helicobacter pylori-associated gastritis[1]
- 2006: Ocena częstości współwystępowania mutacji genów K-ras, p16 i p53 oraz amplifikacji genu c-erbB-2 w trzustce chorych operowanych z powodu raka lub przewlekłego zapalenia tego narządu[1]
- 2006: Protein tyrosine kinases activities, p53, EGF-R and Ki-67 expresssions in Helicobacter pylori - induced chronic gastritis[1]
- 2006: Ocena układu kostnego u dzieci z zaburzeniami rozwoju somatycznego[1]
- 2014: Experimental colitis in mice is attenuated bychanges in the levels of endocannabinoidmetabolites induced by selective inhibitionof fatty acid amide hydrolase (FAAH)[1]
- 2018: Zakażenie Clostridium difficile u pacjentów hospitalizowanych w oddziale gastroenterologicznym-analiza retrospektywna[1]